# Al-Markhiya Sports Club
 (février 2024).
Si vous disposez d'ouvrages ou d'articles de référence ou si vous connaissez des sites web de qualité traitant du thème abordé ici, merci de compléter l'article en donnant les références utiles à sa vérifiabilité et en les liant à la section « Notes et références ».
Maillots
Al-Markhiya Sports Club (arabe :نادي المرخية الرياضي) est un club omnisports qatari, basé dans le quartier d'Al Markhiya à Doha. Il joue actuellement dans la Qatar Stars League.
Elle était largement considérée comme l'équipe qui s'améliorait le plus rapidement car elle avait remporté la ligue de deuxième division quatre fois au cours des cinq premières auxquelles elle a participé. Il est également entré dans l'histoire en étant le premier club de deuxième division à être promu en Qatar Stars League. Le club a été fondé en 1995 sous le nom d'Al-Ittifaq, mais a été renommé Al-Markhiya en 2004. pour mieux représenter le quartier où il se trouve.

## Palmarès
| Compétitions nationales                                                                              |
| --- |
| Compétitions actuelles - Championnat du Qatar D2 (6) - Champion : 1996, 1997, 1999, 2001, 2017, 2022 |